# Козлова Ніна Борисівна
Ніна Борисівна Козлова (18 листопада 1997) — український паралімпійська плавчиня та бадмінтоністка, Майстер спорту України міжнародного класу з плавання, учасниця Паралімпійських ігор у плаванні.

## Життєпис
Має ураження опорно-рухового апарату. Почала займатися плаванням з 2008 року в дитячо-юнацькій спортивній школі інвалідів Донецького регіонального центру з фізичної культури і спорту інвалідів «Інваспорт». Першим тренером була тренер-викладач цієї школи Галина Павлівна Гордєєва. У 2012 році отримала звання майстра спорту. З 2013 року тренується під керівництвом Заслуженого тренера України Андрія Казначеєва.
Багаторазова переможниця і призерка чемпіонатів та Кубків України. Представляє Донецький регіональний центр з фізичної культури і спорту інвалідів «Інваспорт».
Срібна призерка чемпіонату Європи 2014 року (100 м брас). За цей результат отримала звання майстра спорту міжнародного класу. Бронзова призерка чемпіонату Європи 2016 року (100 м брас).
На літніх Паралімпійських іграх 2016 року в Ріо-де-Жанейро посіла 9 місце на дистанції 100 метрів брасом.
У березні 2019 року дебютувала на міжнародних турнірах з бадмінтону серед спортсменів з ураженням опорно-рухового апарату. На чемпіонаті світу того ж року Ніна стала дев'ятою, а на міжнародному турнірі в Данії здобула «срібло» та «бронзу». Також «срібло» (в міксті) та «бронзу» (в індивідуальній програмі) здобула на міжнародному турнірі з бадмінтону серед спортсменів з ураженням опорно-рухового апарату, що відбувся в лютому 2020 року в Сан-Паулу (Бразилія).
Навчалася в Донбаському державному педагогічному університеті за фахом: фізичне виховання.